# Oratorio di San Rocco (Semproniano)
L'oratorio di San Rocco è un edificio sacro situato a Semproniano.

## Descrizione
Edificio a pianta rettangolare risalente al XV secolo, fu trasformato verso il 1926 in monumento ai caduti della grande guerra tramite l'apertura di un arco nella facciata chiuso in basso da una cancellata in ferro battuto eseguita dalla bottega Zalaffi di Siena.
Nelle pareti esterne si riconoscono due monofore e due aperture tamponate, mentre l'interno è suddiviso in due campate da un arco trasversale.